# Leonora Pujadas-McShine
Leonora Pujadas-McShine est une militante trinidadienne des droits des femmes et une travailleuse sociale née en 1910 et morte le 2 avril 1995. 
À la suite de l'adoption du suffrage universel à Trinité-et-Tobago, elle crée la première Ligue des électrices du pays pour éduquer les femmes sur leurs rôles de citoyennes. Elle est également une défenseuse de l'égalité de rémunération et des conditions de travail.
Elle reçoit à titre posthume la médaille d'or Hummingbird (médaille du colibri) en reconnaissance de son rôle central dans le développement des femmes.

## Biographie
Leonora Pujadas est née en 1910 à Trinité-et-Tobago,. Elle est la descendante d'une famille de professionnels afro-trinidadienne renommée. Son père, Leo Pujadas est avocat et adjoint au maire de Port-d'Espagne. Elle étudie au couvent Saint-Joseph à Port-d'Espagne où elle suit notamment les cours d'anglais de l'essayiste Cyril Lionel Robert James au début des années 1920. Après avoir obtenu son diplôme, elle est envoyée par son père en Angleterre pour fréquenter une école de fin d'études.
Leonora Pujadas retourne ensuite à Trinité-et-Tobago et épouse en 1934 Austen McShine, avec qui elle a deux fils : Kynaston Leigh Gerard et Arthur Leopold. Exceptionnellement pour l'époque, elle refuse d'adopter le nom de son mari et garde son nom de jeune fille. Entre 1941 et 1943, durant la Seconde Guerre mondiale et l'occupation de Trinidad, la famille vit à Sangre Grande, près de la base aérienne de Waller. 

## Carrière
En 1946, alors que les troupes commencent leur retrait, Trinité-et-Tobago accorde le suffrage universel, donnant à tous les citoyens de plus de 21 ans le droit de vote, sans restriction. Avant cela, il fallait être propriétaire, alphabétisé et âgée de trente ans pour les femmes pour voter,.
Leonora Pujadas-McShine décide de fonder le Groupe de discussion des femmes pour encourager les femmes à voter. Elle recrute des femmes diplômées dont Berenice Dolly, une infirmière, et Edith Bornn, une avocate de Saint Thomas, dans les Îles vierges des États-Unis, pour comprendre comment rendre les femmes plus conscientes des responsabilités liées à leur droit de vote. 

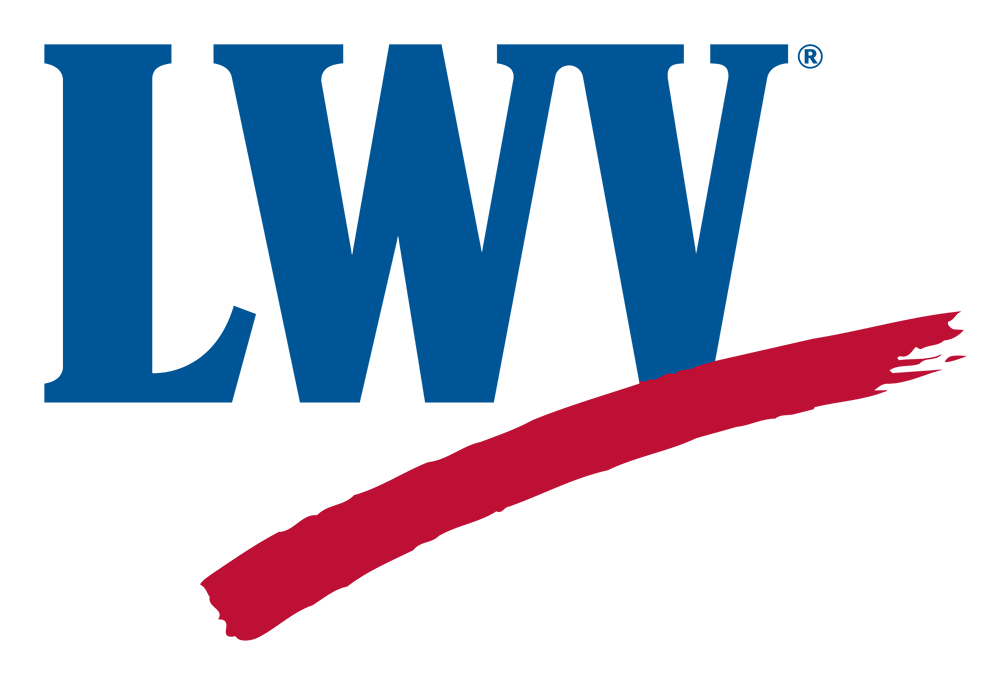
Logo de la League of Women Voters.

En 1949, elle fonde la première League of Women Voters (Ligue des femmes électrices) dans les îles Vierges à Port-d'Espagne. Elle préside l'organisation pendant quatorze ans, créant des succursales dans tout le pays. La ligue, indépendante de tout parti politique, souhaite éduquer les femmes en les sensibilisant aux candidats et aux questions politiques. Le groupe publie également des brochures telles que Knowing Your Candidate (connaitre son candidat) et Use Your Vote Wisely (utiliser son vote à bon escient) pour élargir les connaissances sur les processus électoraux.
Leonora Pujadas-McShine organise des conférences et fait pression pour que les femmes soient autorisées à siéger dans des jurys et à se présenter en tant que candidates aux élections. Elle soutient l'égalité des chances d'emploi pour les travailleuses. Elle participe à un panel du Conseil des salaires minimums, chargé de confirmer que les travailleurs et travailleuses des secteurs publics et privés reçoivent des salaires équitables et que les entreprises fonctionnent légalement. 
Les femmes prennent peu à peu conscience de leurs droits et rejoignent des partis politiques afin de faire directement pression en faveur de leurs libertés. Le besoin d'une Ligue des femmes électrices diminue et celle-ci cesse d'exister en 1974.

## Mort et héritage
Leonora Pujadas-McShine meurt le 2 avril 1995. Elle reçoit à titre posthume une médaille d'or Hummingbird en reconnaissance de son rôle central dans le développement des femmes.